# Karl Kaschka
Karl Konrad Kaschka (* 8. Januar 1904 in Wien, Österreich-Ungarn; † 4. Dezember 1941 in Bir-el-Gubi, Al-Marj, Libyen) war ein österreichischer Offizier und Fechter.

## Leben
Kaschka trat am 2. November 1922 in das österreichische Bundesheer ein und diente in der Infanterie. Karl Kaschka war Mitglied im Österreichischen Heeressportverband (ÖHSV) und war 1932 und 1933 österreichischer Staatsmeister im Säbelfechten. Bei den Olympischen Sommerspielen 1936 nahm er als Kapitän der österreichischen Säbelfecht-Mannschaft teil, die den 5. Rang erreichte. 
Im März 1938 war er Oberleutnant in der österreichischen Luftwaffe und Staffelkapitän der Schulstaffel des Gemischten Geschwaders. Nach dem Anschluss Österreichs an das Deutsche Reich im März 1938 wurde er in die Luftwaffe der Wehrmacht übernommen. Anschließend war er Gruppenkommandeur der I. Gruppe des Jagdgeschwaders 142 und der I. Gruppe des Zerstörergeschwaders 142.
Während des Zweiten Weltkriegs war er als Major Gruppenkommandeur der III. Gruppe des Zerstörergeschwaders 26. Dabei wurde er in seiner Messerschmitt Bf 110 E-1 (Geschwaderkennung 3U+AD) über Al-Marj in Libyen von einer Hurricane der No. 274 Squadron abgeschossen. Dadurch kam er zu Tode und wurde in der Kriegsgräberstätte Tobruk begraben.

## Referenzen
- Hans Ring / Christopher Shores: Luftkampf zwischen Sand und Sonne (Luftkampf über Afrika) Motorbuchverlag Stuttgart, 7. Auflage 1978, ISBN 3-87943-151-5.
- Die englische Ausgabe: Fighters over the desert erschien 1968.

| Personendaten    | Personendaten                             |
| ---------------- | ----------------------------------------- |
| NAME             | Kaschka, Karl                             |
| ALTERNATIVNAMEN  | Kaschka, Karl Konrad (vollständiger Name) |
| KURZBESCHREIBUNG | österreichischer Offizier und Fechter     |
| GEBURTSDATUM     | 8. Januar 1904                            |
| GEBURTSORT       | Wien                                      |
| STERBEDATUM      | 4. Dezember 1941                          |
| STERBEORT        | Bir - el - Gubi, Al - Marj, Libyen        |